# جان تيدمان
جان تيديمان (بالإنجليزية: Jaan Tiidemann)‏ ولد في 21 أغسطس 1971 في تالين وهو مهندس معماري إستوني.
درس جان في الأكاديمية الإستونية للفنون في قسم الهندسة المعمارية. تخرج من الأكاديمية في عام 1997.
من عام 1996 إلى عام 1999 عمل جان في مكتب ماي شين المعماري. من عام 1999 كان يعمل في مكتب الهندسة المعمارية جان تيديمان.
أبرز الأعمال التي قام بها جان تيدمان هو نادي الغولف في تالين في نييتفالجيا ورياض الأطفال فيسكلدمور. كان جان تيديمان أحد المرشحين لجائزة أفضل مهندس شاب لعام 2008. وهوعضو في اتحاد المهندسين المعماريين الإستونيين.

## أعماله
- نادي تالين للغولف في نييتفالجيا ، 1998 (مع ماي شين)
- التصميم الداخلي لمكتب المحاماة تيدر و راسك ، 1999
- التصميم الداخلية لمكاتب سيرسو، 2001 (مع كدري تيم)
- متجر النبيذ في البلدة القديمة في تالين ، 2001 (مع كدري تيم)
- منزل أسرة في كاكوماني ، 2002
- منزل صيفي في بيدسبيا ، عام 2003
- روضة أطفال في فيسكيمولدر ، 2003 (مع أندريس ليمبر)
- منزل صيفي في بيدسبيا ، 2004
- إعادة بناء مبنى المكاتب في شارع سكالا ، 2007-2009